# 蒼梧道
蒼梧道（そうご-どう）とは、中華民国北京政府により設置された広西省の道。

## 沿革
1913年（民国2年）、鬱江道として設置。観察使は蒼梧県に置かれ、下部に蒼梧、藤県、容県、岑渓、懐集、桂平、平南、貴県、武宣、鬱林、博白、北流、陸川、興業、信都の15県を管轄した。1914年（民国3年）5月に蒼梧道と改称、観察使も道尹と改められた。1926年（民国15年）に廃止されている。

## 行政区画
廃止直前下部の15県。（50音順）
- 鬱林県
- 懐集県
- 貴県
- 桂平県
- 興業県
- 岑渓県
- 信都県
- 蒼梧県
- 藤県
- 博白県
- 武宣県
- 平南県
- 北流県
- 容県
- 陸川県